# Chalcostigma olivaceum
El colibrí oliváceo o pico espina oliváceo (Chalcostigma olivaceum) es una especie de ave apodiforme de la familia Trochilidae (los colibríes) perteneciente al género Chalcostigma. Es nativo de regiones alto-andinas del oeste de América del Sur.

## Distribución y hábitat
Se distribuye localmente en la pendiente occidental de la cordillera de los Andes del centro de Perú (desde Áncash hasta Junín) y por la pendiente oriental desde el sureste de Perú (desde Apurímac al sur) hasta el centro oeste de Bolivia (La Paz).
Esta especie es considerada de rara a poco común, escasa, en sus hábitats naturales: los pastizales de la puna (pero generalmente los relativamente húmedos) y alrededor de cactus cojines; con menos frecuencia en matorrales bajos o en los bordes de bosques densos de Polylepis – Gynoxys. En altitudes entre 3500 y 4700 m.

## Sistemática

### Descripción original
La especie C. olivaceum fue descrita por primera vez por el ornitólogo estadounidense George Newbold Lawrence en 1864 bajo el nombre científico Ramphomicron olivaceus ; su localidad tipo es: «La Paz, Bolivia».

### Etimología
El nombre genérico neutro «Chalcostigma» es una combinación de las palabras del griego «khalkos» que significa ‘bronce’, y «stigma» que significa ‘marca’; y el nombre de la especie «olivaceum», proviene del latín moderno «olivaceus» que significa ‘verde oliva’.

### Subespecies
Según las clasificaciones del Congreso Ornitológico Internacional (IOC) y Clements Checklist/eBird  se reconocen dos subespecies, con su correspondiente distribución geográfica:
- Chalcostigma olivaceum pallens Carriker, 1935 – localmente en la pendiente occidental de los Andes del centro de Perú, desde Áncash hasta el noroeste de Junín.
- Chalcostigma olivaceum olivaceum (Lawrence), 1864 – localmente en la pendiente oriental de los Andes desde el sureste de Perú (al sur desde Apurímac) hasta el centro oeste de Bolivia (La Paz).